# Gemeindebrandmeister (Thüringen)
Gemeindebrandmeister (bis Ende 2024 Ortsbrandmeister) bezeichnet in Thüringen den Leiter einer Freiwilligen Feuerwehr auf Gemeindeebene. Dies gilt auch für Gemeinden mit mehreren Ortsteilfeuerwehren. Die Ortsteilfeuerwehren werden durch einen Wehrführer geleitet. Maßgebliche Rechtsnorm für den Gemeindebrandmeister ist § 18 ThürBKG. In Städten mit Freiwilliger Feuerwehr ohne Berufsfeuerwehr führt der Gemeindebrandmeister die Bezeichnung Stadtbrandmeister. In Gemeinden mit einer Berufsfeuerwehr nimmt der Leiter der Berufsfeuerwehr die Aufgaben des Gemeindebrandmeisters wahr.

## Wahl und Ernennung
Der Gemeindebrandmeister wird von allen aktiven Mitglieder der Feuerwehren seiner Gemeinde gewählt, der Wehrführer von den aktiven Mitglieder seiner Wehr gewählt. Ernannt werden darf nur wer selber Mitglied der Einsatzabteilung ist und die erforderlichen Kenntnisse besitzt. Ausnahmen hier von können von der Aufsichtsbehörde zugelassen werden. Der ehrenamtliche Gemeindebrandmeister und die Wehrführer werden zu Ehrenbeamten ernannt.

## Aufgaben
Zu den Aufgaben des Gemeindebrandmeisters gehören:
- das Vorschlagsrecht zur Besetzung von Führungs- und Unterführungsfunktionen,
- Sicherstellung der Einsatzbereitschaft der Feuerwehr,
- Beratung des Bürgermeisters in allen Fragen des Brandschutzes und der allgemeinen Hilfe sowie
- Schutz der im Brand- und Katastrophenfall eingesetzten Personen.

## Unterstellung
Dem Gemeindebrandmeister sind die Wehrführer der einzelnen Ortsteile fachlich unterstellt. In Städten mit Berufsfeuerwehren sind die Wehrführer dem Leiter der Berufsfeuerwehr direkt unterstellt, es kann aber auch ein Vertreter gewählt werden. Dieser Vertreter vertritt dann die Belange der Freiwilligen Feuerwehren gegenüber der Gemeinde und dem Leiter der Berufsfeuerwehr.